# Jorge Guillermo de Hesse-Darmstadt

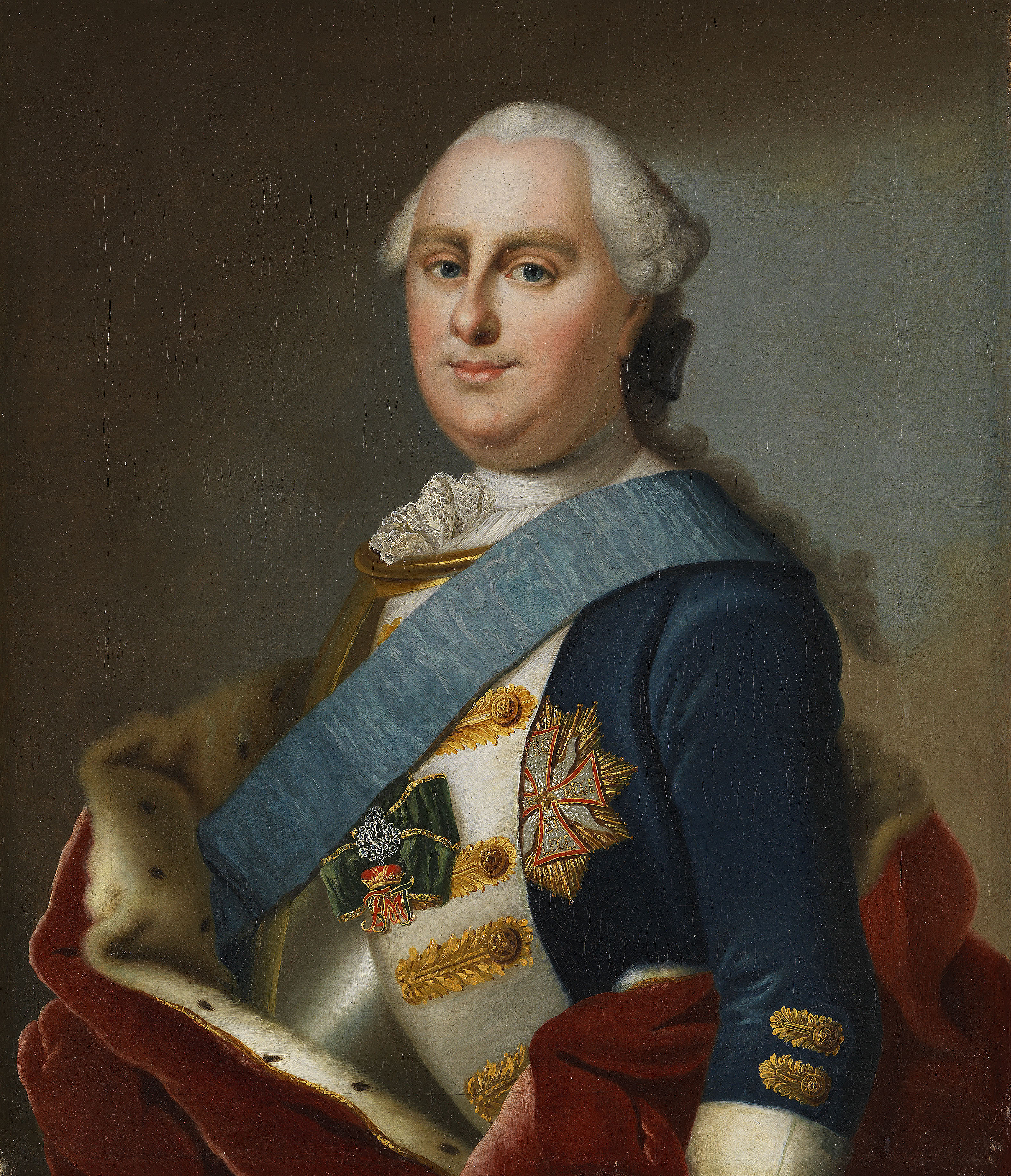
Jorge Guillermo de Hesse-Darmstadt por Johann Christian Fiedler (c.1760).

Jorge Guillermo de Hesse-Darmstadt (Darmstadt, 11 de julio de 1722- Darmstadt, 21 de junio de 1782) fue un príncipe de Hesse-Darmstadt y un antepasado de muchos miembros de la realeza del siglo XIX.

## Biografía
Fue el segundo hijo del landgrave Luis VIII de Hesse-Darmstadt y de la condesa Carlota de Hanau-Lichtenberg. Desde 1738 hasta su muerte, comandó un regimiento del ejército de su país. En la década de 1740, también comandó un regimiento prusiano. Alcanzó el grado de general de caballería. Fue el asesor militar oficial de su padre, pero tuvo un fuerte rival en su hermano mayor, Luis IX, que siguió el ejemplo de su amigo, el rey-soldado Federico II de Prusia, y expandió Pirmasens como una ciudad de guarnición.
En 1764, Jorge Guillermo recibió de su padre, que siempre lo prefirió sobre su hermano mayor, Luis IX, el Palacio Antiguo de Darmstadt, junto con el jardín de recreo como regalo. El palacio con la Torre Blanca fue ampliado por Jorge Guillermo. Allí representó a la familia real, ya que su hermano se quedaba en gran medida en Pirmasens.

## Matrimonio e hijos

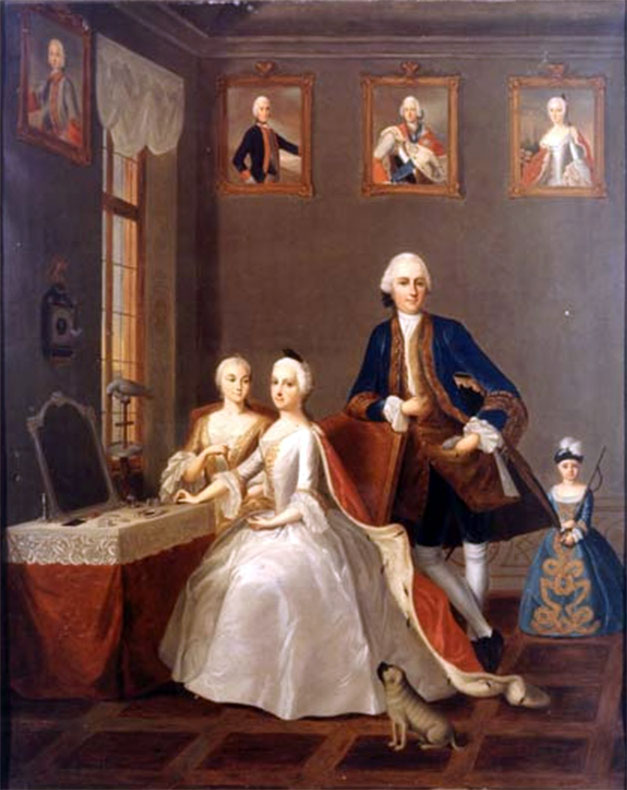
Jorge Guillermo y su familia en 1753 por Ludwig Becker.

El 6 de marzo de 1748, se casó con la condesa María Luisa Albertina de Leiningen-Falkenburg-Dagsburg. A través de este matrimonio, adquirió los bienes de Broich, Oberstein, Aspermont, Burgel y Reipolzkirchen. Él y María Luisa Albertina tuvieron nueve hijos.
1. Luis Jorge Carlos (1749-1823), casado morganáticamente en 1788 con Federica Schmidt, baronesa de Hessenheim (1751-1803).
2. Jorge Federico (1750-1750).
3. Federica (1752-1782), casada en 1768 con el duque Carlos II de Mecklemburgo-Strelitz (1741-1816).
4. Jorge Carlos (1754-1830).
5. Carlota (1755-1785), casada en 1784 con el duque Carlos II de Mecklemburgo-Strelitz (1741-1816).
6. Carlos Jorge Guillermo (1757-1797).
7. Federico (1759-1808), casado morganáticamente en 1788 con Carolina Luisa Salomé Seitz, baronesa von Friedrich (1768-1812).
8. Luisa (1761-1829), casada en 1777 con el landgrave Luis I de Hesse-Darmstadt, posterior gran duque de Hesse y el Rin (1753-1830).
9. Augusta Guillermina (1765-1796), casada en 1785 con el duque Maximiliano José de Zweibrücken, posterior rey de Baviera (1756-1825).